# 79 aC
L'any 79 aC va ser un any del calendari romà prejulià. En aquell temps, era conegut com a any del consolat de Pulcre i Vàcia (o, més rarament, any 675 ab urbe condita o de la fundació de la ciutat). L'ús del nom «79 aC» per referir-se a aquest any es remunta a l'alta edat mitjana, quan el sistema Anno Domini va ser el mètode de numeració dels anys més comú a Europa.

## Esdeveniments

### República Romana
- Appi Claudi Pulcre i Publi Servili Vàcia Isàuric són nomenats cònsols per Sul·la.[2]
- El cònsol Servili Vàcia, venç al pirata Nicó de Cilícia que havia ocupat Feres, a Messènia i el fa presoner. Nicó lliura la ciutat als messenis.[3]
- Sul·la es retira de la vida pública, després de casar-se amb Valèria, de 25 anys i s'instal·la en una vil·la a la Campània on mor l'any següent (78 aC).[4]
- Ciceró viatja a Atenes i després a Rodes, on continua els seus estudis de filosofia i oratòria.[5]

### Hispània
- Quint Cecili Metel Pius, és nomenat procònsol i passa a la Hispània Ulterior, en el marc de la guerra de Sertori. Estableix la base a Medellín (Badajoz). Realitza diversos intents per atraure a Sertori a una batalla en camp obert, però aquest només utilitza tàctiques de guerrilla, i durant dos anys estanca i esgota les forces de Metel.[6]
- Luci Domici Ahenobarb i el seu legat Tori, són derrotats a la vora del Guadiana per Luci Hirtuleu, qüestor de Sertori. Moren els dos generals. Luci Hirtuleu derrota també al governador de la Citerior, Marc Domici Calví, que també mor en la lluita.[2][7]